# Juliusz Zarębski: Complete Piano Works in Opus Order
Juliusz Zarębski: Complete Works in Opus Order – wspólny, czteropłytowy album polskich pianistów: Piotra Sałajczyka i Marii Szwajgier-Kułakowskiej, wydany 9 czerwca 2017 przez DUX Recording Producers (nr kat. DUX 1181-1184). Jest to pierwsze kompletne nagranie kompozycji Juliusza Zarębskiego, przedwcześnie zmarłego kompozytora i pianisty okresu przełomu romantyzmu - impresjonizmu. Album uzyskał nominację do Fryderyka 2018 w kategorii Album Roku Recital Solowy.

## Lista utworów

### CD1
1. Menuet op. 1 [9:01]
2. Étude de concert op. 3 [3:37]
3. Grande polonaise op. 6 [10:29]
4. Trois études de concert op. 7 - I Presto [4:19]
5. Trois études de concert op. 7 - II Presto agitato [3:29]
6. Trois études de concert op. 7 - III Prestissimo [2:34]
7. Mazurka de concert op. 8 [6:09]
8. Fantaisie polonaise op. 9 [7:52]
9. Polonaise mélancolique op. 10 [13:22]

### CD2
1. Les Roses et les Épines. Cinq improvisations op. 13 - I Andante con moto [4:47]
2. Les Roses et les Épines. Cinq improvisations op. 13 - II Presto con fuoco [2:25]
3. Les Roses et les Épines. Cinq improvisations op. 13 - III Andante con moto [3:15]
4. Les Roses et les Épines. Cinq improvisations op. 13 - IV Allegro molto (quasi Presto) [3:07]
5. Les Roses et les Épines. Cinq improvisations op. 13 - V Allegro moderato [4:22]
6. Impromptu-Caprice. Morceau de concert op. 14 [6:01]
7. Mazurka de concert op. 15 [8:32]
8. Suite polonaise op. 16 - Polonaise [5:23]
9. Suite polonaise op. 16 - Mazurka [4:38]
10. Suite polonaise op. 16 - Dumka [5:34]
11. Suite polonaise op. 16 - Cracovienne [3:33]
12. Suite polonaise op. 16 - Kujawiak [4:44]
13. Valse sentimentale op. 17 [4:19]
14. Ballade op. 18 [8:22]

### CD3
1. Novelette-Caprice. Morceau de concert op. 19 [5:14]
2. Sérénade burlesque op. 20 [4:07]
3. Berceuse op. 22 [5:15]
4. Valse-Caprice op. 24 [6:51]
5. Tarantelle op. 25 [4:32]
6. Sérénade espagnole op. 26 [3:46]
7. Étrennes. Six morceaux d’éxécution facile op. 27 - I Marche [2:16]
8. Étrennes. Six morceaux d’éxécution facile op. 27 - II Valse [3:00]
9. Étrennes. Six morceaux d’éxécution facile op. 27 - III Menuet [2:56]
10. Étrennes. Six morceaux d’éxécution facile op. 27 - IV Conte [3:16]
11. Étrennes. Six morceaux d’éxécution facile op. 27 - V Mélodie [3:09]
12. Étrennes. Six morceaux d’éxécution facile op. 27 - VI Valse [3:56]
13. Polonaise op. 28 [6:52]
14. Gavotte op. 29 [4:45]
15. Valse op. 30 [3:41]
16. Barcarolle op. 31 [10:03]

### CD4
1. Danses polonaises. Ire Série: Trois danses galiciennes op. 2 - I Allegretto con moto [3:51]
2. Danses polonaises. Ire Série: Trois danses galiciennes op. 2 - II Maestoso, non troppo allegro [4:09]
3. Danses polonaises. Ire Série: Trois danses galiciennes op. 2 - III Allegro molto [3:12]
4. Danses polonaises. 2me Série: Quatre mazurkas op. 4 - I Allegro animato [1:53]
5. Danses polonaises. 2me Série: Quatre mazurkas op. 4 - II Un poco meno allegro [1:38]
6. Danses polonaises. 2me Série: Quatre mazurkas op. 4 - III Allegro moderato [4:38]
7. Danses polonaises. 2me Série: Quatre mazurkas op. 4 - IV Allegro vivace [3:26]
8. Deux morceaux en forme de mazurka: Reverie-Passion op. 5 - Reverie c-moll [5:29]
9. Deux morceaux en forme de mazurka: Reverie-Passion op. 5 - Passion G-dur [5:38]
10. Polonaise triomphale A-dur op. 11 [7:42]
11. Divertissement a la Polonaise. Deux morceaux sur des motifs nationaux op. 12 - I Andante [5:12]
12. Divertissement a la Polonaise. Deux morceaux sur des motifs nationaux op. 12 - II Allegro ma non troppo [5:03]
13. A travers Pologne. Danses et mélodies op. 23 - I Chant du départ [3:02]
14. A travers Pologne. Danses et mélodies op. 23 - II Le mal du pays [3:51]
15. A travers Pologne. Danses et mélodies op. 23 - III Mazurka [2:53]
16. A travers Pologne. Danses et mélodies op. 23 - IV Cracovienne [1:50]
17. A travers Pologne. Danses et mélodies op. 23 - V Kolomyika [2:33]
18. A travers Pologne. Danses et mélodies op. 23 - VI Cracovienne [3:12]
19. A travers Pologne. Danses et mélodies op. 23 - VII Dumka (Reverie) [4:09]